# Rhynchospora pubera
Rhynchospora pubera är en halvgräsart som först beskrevs av Vahl, och fick sitt nu gällande namn av Johann Otto Boeckeler. Rhynchospora pubera ingår i släktet småag, och familjen halvgräs.

## Underarter
Arten delas in i följande underarter:
- R. p. parvula
- R. p. pubera